# Cytostatika
Cytostatika jsou látky, které se používají k léčbě nádorových onemocnění a hemoblastóz. Z historických důvodů se léčba cytostatiky označuje jako chemoterapie. Takové označení je zavádějící, jelikož odkazuje na syntetický původ léčiv. Syntetická léčiva jsou ale hojně užívána i mimo onkologii a navíc značná část cytostatik je přírodního původu. Jejich účinkem je zastavení růstu nádorových buněk. Tento efekt je nespecifický, takže postihuje i zdravé buňky. Různé typy nádorů jsou odlišně citlivé k chemoterapii.

## Klasifikace

### Polyfunkční alkylující látky
Alkylující látky (též alkylační cytostatika) jsou nejdéle používanými cytostatiky. Mohou působit v kterékoli fázi cyklického buněčného cyklu (v M fázi - mitóze, G1 fázi - při tvorbě buněčných komponent pro syntézu DNA, S fázi - při replikaci genomů DNA, G2 fázi - při tvorbě buněčných komponent pro mitózu i v klidové fázi buňky G0), mají tedy nespecifický účinek. Mechanismus působení spočívá v přenosu alkylového radikálu na molekulu nukleové kyseliny nebo bílkoviny, čímž se potlačí dělení poškozené buňky.
Zástupci jsou: cyklofosfamid, busulfan, dakarbazin, chlorambucil, melfalan, ifosfamid, chlormethin, mitolactol a mitobronitol

### Antimetabolity
Antimetabolity jsou látky chemicky podobné prekurzorům tvorby nukleových kyselin a bílkovin. Touto podobností, jakožto falešní mediátoři, blokují syntézu dané látky. Podle toho, jaké sloučenině jsou podobné, se rozdělují do dalších skupin:
- analogy kyseliny listové - methotrexát (blokuje enzym sloužící k redukci kyseliny listové, a tím i tvorbu DNA a RNA)
- analogy purinů - merkaptopurin (blokuje vznik purinů a tím i nukleových kyselin)
- analogy pyrimidinů - fluoruracil, ftorafur a cytarabin

### Rostlinné alkaloidy
Vesměs poškozují cytoskelet (konkrétně mikrotubuly) a tím působí inhibičně na mitózu v metafázi
- alkaloidy z barvínkovce (rod Catharanthus) - vinblastin a vinkristin
- alkaloidy z tisu (rod Taxus) - taxany (poškozují cytoskelet)
- alkaloidy z ocúnu (rod Colchicum) - kolchicin

### Cytostatická antibiotika
Cytostatická antibiotika jsou produkty metabolizmu některých bakterií. Váží se na molekulu DNA a tím poškozují buněčnou funkci.
Zástupci: antracykliny, bleomycin, daktinomycin, mitoxantron, mitomycin

### Hormony a látky blokující účinek hormonů
Některé hormony mohou růst nádorů blokovat, jiné naopak stimulovat. Proto lze v některých případech tlumit nebo dokonce zcela zastavit nádorový růst podáním některých hormonů nebo naopak tlumením jiných hormonů. Hormonálně citlivé jsou zejména některé nádory rozmnožovací soustavy (citlivé na pohlavní hormony) a některé leukémie a lymfomy (citlivé na kortikosteroidy).
Příklady jsou:
- testosteron – k léčbě karcinomu prsu;
- diethylstilbestrol – k léčbě rakoviny prostaty a karcinomu prsu;
- prednison, prednimustin – k léčbě hemoblastóz do kombinací s jinými chemoterapeutiky;
- tamoxifen – k léčbě karcinomu prsu;
- aminoglutethimid spolu s dexamethasonem k léčbě karcinomu prsu.

### Další cytostatika
- cisplatina – anorganická látka s nejasným mechanismem účinku. Používá se k léčbě karcinomu varlat, vaječníků a jiných novotvarů močopohlavního ústrojí, u karcinomu plic a ORL oblasti. Nežádoucím účinkem je zvracení.
- radionuklidy 131I a 32P - působí díky aktivnímu chloru či radioaktivnímu záření. 131I se užívá u karcinomu štítné žlázy.
- thiotepa, etoposid, karboplatina, dakarbazin aj.

## Všeobecně nežádoucí účinky
| Tkáň           | Toxický účinek                                     |
| -------------- | -------------------------------------------------- |
| Kostní dřeň    | úbytek bílých krvinek a destiček, oslabení imunity |
| Střevo         | vředy, průjem                                      |
| Vlasový kořen  | alopecie (vypadávání vlasů)                        |
| Pohlavní žlázy | poruchy menstruace, neplodnost                     |

1. Cytotoxický účinek na rychle se dělící normální buňky je reverzibilní (vratný).
2. Nauzea (pocit na zvracení), zvracení, nechutenství
3. Zvýšená koncentrace kyseliny močové (degradačního produktu nukleových kyselin)
4. Nezvratné poruchy způsobené mutagenezí, karcinogenezí, teratogenezí, toxickým účinkem na srdce, ledviny a játra.